# Jamphel Yeshe Gyaltsen
Jamphel Yeshe Gyaltsen (1911-1947), habituellement appelé Gyaltsap (Gyetsap) Rinpoché, est le 5e Réting Rinpoché, abbé du monastère de Réting, qui lui donne le titre de 5e Reting Hutuktu Thubden Jampal Yeshe Tenpai Gyaltsen (tibétain : རྭ་སྒྲེང་ཐུབ་བསྟན་འཇམ་དཔལ་ཡེ་ཤེས་བསྟན་པའི་རྒྱལ་མཚན, Wylie : rwa-sgreng thub-bstan ‘jam-dpal ye-shes bstan-pa’i rgyal-mtshan), au nord de Lhassa, dans le Tibet central. Il fut régent de 1934 à 1941, cédant provisoirement la place à Taktra Rinpoché, avant le terme de sa régence. Lorsqu'il voulut revenir au pouvoir en 1947, il fut accusé de complot contre Taktra, jeté en prison et mourut brusquement (tué, dit-on, par le gouvernement tibétain). Sa résidence fut démolie, ses biens vendus à l'encan, ses partisans au monastère de Séra emprisonnés ou tués, et le monastère de Réting détruit.
Pendant son inter-règne, il fit bâtir le gros-œuvre du stupa du 13e dalaï-lama. Il fut aussi à l'origine de la découverte et du choix du 14e dalaï-lama, dont il fut le premier précepteur. Il permit l'établissement à Lhassa d'un bureau de la commission des affaires mongoles et tibétaines du Kuomintang. Il possédait la société commerciale tibétaine Retingsang qui s'occupait du commerce du thé entre le Sichuan et le Tibet.
Si la situation économique favorable valut au régent d'être très apprécié des Tibétains, par contre il n'était pas armé pour affronter la rouerie politique de ses ennemis.

## Jeunes années

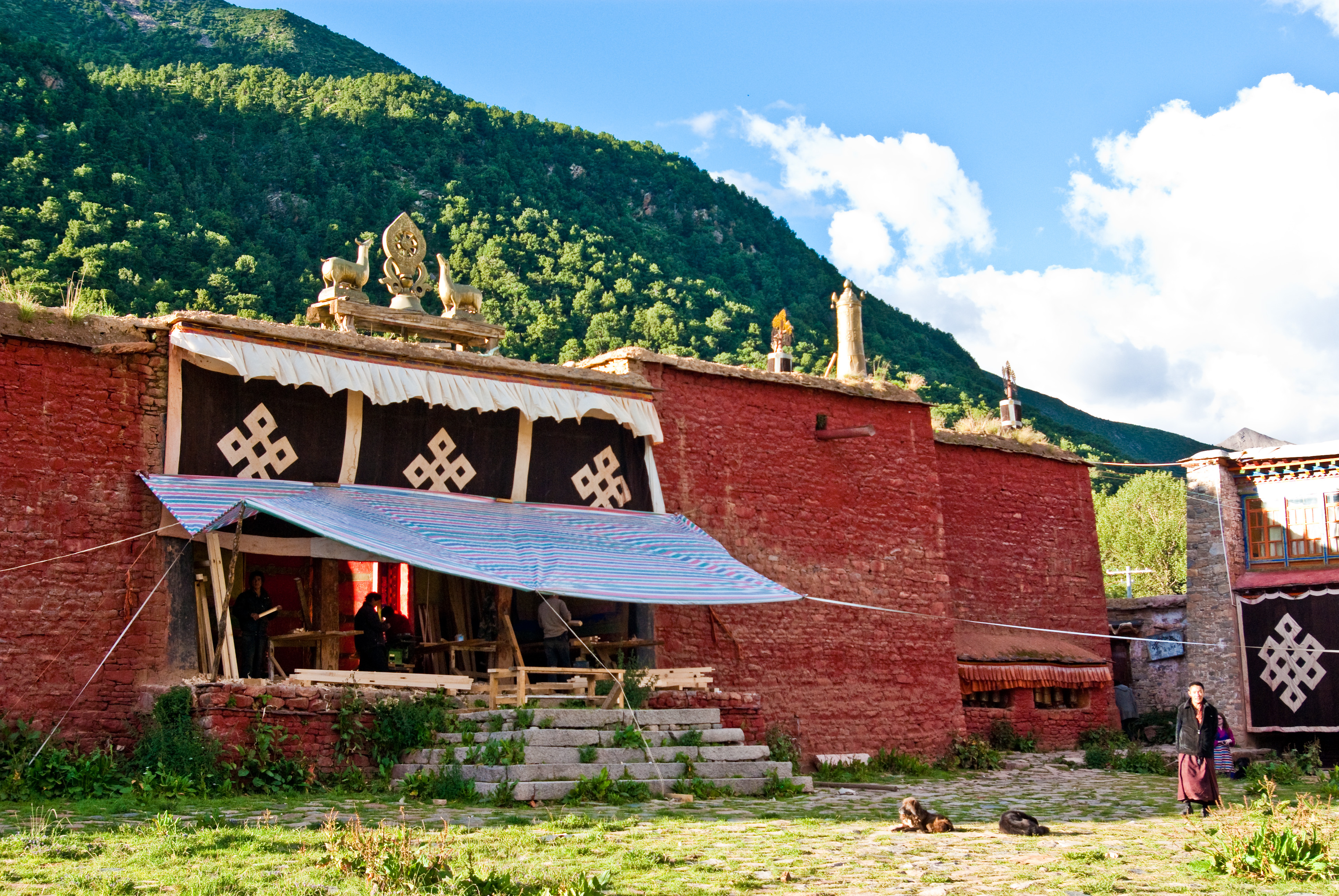
Le monastère de Réting en 2009.

Jamphel Yeshe Gyaltsen, de son nom de naissance Gonpo Tseten, est né en 1911 à Dagpo, dans l'Ü-Tsang (dans ce qui est aujourd'hui la région autonome du Tibet), de parents de condition modeste. Il montre des signes de sagesse dès son plus jeune âge et est identifié comme étant la 5e incarnation de Réting Rinpoché à la suite d'indications données au monastère de Réting par le 13e dalaï-lama en 1915. Son nom de réincarnation est Réting Thubden Jamphel Yeshe Tenpai Gyaltsen (rwa-sgreng thub-bstan ‘jam-dpal ye-shes bstan-pa’i rgyal-mtshan).

## Études
Il étudie au collège monastique de Séra Jé, dont il obtient le diplôme de guéshé (docteur).

## Son monastère
Le monastère de Réting (ou Radreng) (tibétain : རྭ་སྒྲེང་དགོན།, Wylie : rwa sgreng dgon pa, chinois : 热振寺 ; pinyin : rèzhèn sì) est situé dans la vallée de Réting Tsampo, dans le district de Chengguan, dans le xian de Lhünzhub, à une centaine de kilomètres au nord de Lhassa (région autonome du Tibet).

## Son portrait

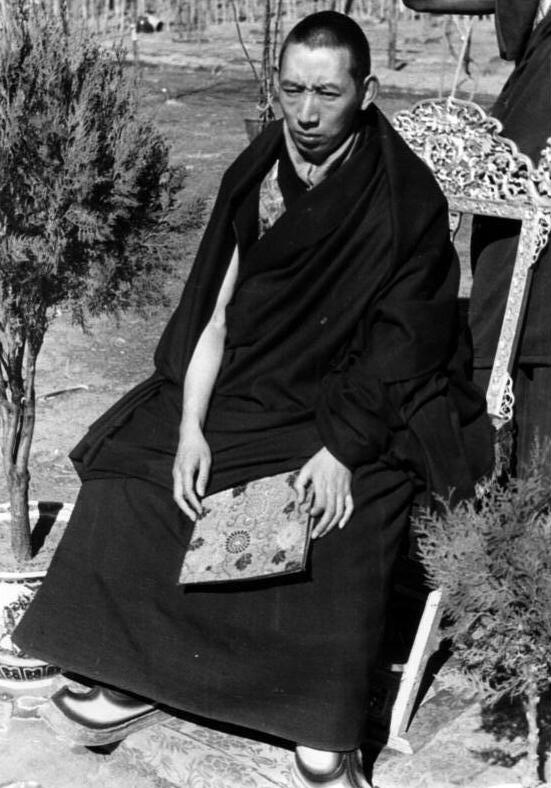
Réting Rinpoché

Une description du 5e Réting Rinpoché nous a été laissée par Freddie Spencer Chapman, le secrétaire particulier de Basil Gould lors de la mission de ce dernier au Tibet de juillet 1936 à février 1937. Le régent n'a guère de présence. C'est un moine chétif, de petite taille, aux traits presque émaciés, âgé de 23 ans environ, et aux oreilles décollées. Il a le menton fuyant et, au-dessus de l'arête du nez, de curieux plis qui, lorsqu'il fronce les sourcils, font penser à des cornes. Il porte les cheveux coupés à ras. Il est toujours flanqué d'un garde du corps, un moine gigantesque baptisé du nom de Simple Simon par les membres de la mission Gould.

## Sa régence (1934-1941)
La mort d'un dalaï-lama entraîne normalement la nomination d'un régent qui doit veiller au choix d'un successeur et régner pendant la minorité de ce dernier. Depuis la fin du XVIIIe siècle, ce rôle est dévolu à un lama réincarné ou tulku.

### Nomination
À la mort du 13e dalaï-lama, de vifs débats agitent les membres du Kashag à propos de l'élection du régent. Après l'élimination de Thupten Kunphel-la, l'ancien conseiller du 13e, sous le prétexte qu'il ne s'est pas préoccupé assez tôt de l'état de santé défaillant du Pontife, les ministres tombent d'accord sur le choix de l'abbé de Réting pour lequel le 13e s'était pris d'intérêt lors de son séjour de 1933 à son monastère (il lui avait donné son manuscrit et ses dés de divination en lui disant, à ce qu'on rapporte, « J'en ai fait usage et ils m'ont bien servi et si vous en faites usage, ils vous seront utiles à vous aussi »). Le jeune abbé, toutefois, exige un tirage au sort entre trois tulkus pour prévenir d'éventuelles critiques sur sa désignation. Il en sort vainqueur.
En 1934, un an après la mort du 13e, Jamphel Yeshe Gyaltsen, à peine âgé de 23 ans, est donc nommé régent et se retrouve chargé du gouvernement du Tibet pour les années à venir. Il doit toutefois partager le pouvoir avec un civil, le neveu du 13e, le noble Langdun, qui est depuis 1926 premier ministre (Kalon Tripa) du gouvernement.

### L’affaire Lungshar
En 1934, après l'éviction de Thupten Kunphel-la, Lungshar, ancien commandant en chef de l'armée et ancien responsable du ministère des finances sous le 13e dalaï-lama, est accusé de conspirer pour renverser le Kashag et prendre le pouvoir. Informé par Rimshi Kashopa, le ministre Trimön Norbu Wanggyel, auquel Lungshar a reproché d'être partial dans la conduite des affaires publiques, fait arrêter et emprisonner son détracteur. Selon Claude Arpi, c'est Réting Rinpoché qui, mis au courant, ordonne l'arrestation. L'ancien dignitaire est condamné à l'énucléation et à la prison à vie. Ses domaines sont confisqués et sa progéniture interdite de tout poste gouvernemental.

### Rapports avec le gouvernement chinois
Que ce soit dans la recherche de la réincarnation du 13e dalaï-lama, son transport à Lhassa, sa sélection par tirage au sort dans l'urne d'or, sa tonsure et son installation, Réting Rinpoché en rend compte au gouvernement central selon la coutume.
En avril 1934, une mission chinoise, conduite par Huang Musong, est autorisée à se rendre à Lhassa pour présenter ses condoléances. Les discussions entre les deux parties se soldent par la décision d'établir à Lhassa un bureau de la commission des affaires mongoles et tibétaines. Réting Rinpoché autorise les responsables chinois à installer une station de radio permanente tandis que la mission aide le nouveau bureau à mettre sur pied une station météo, une école primaire et une clinique.

### Recherche de la réincarnation du13edalaï-lama

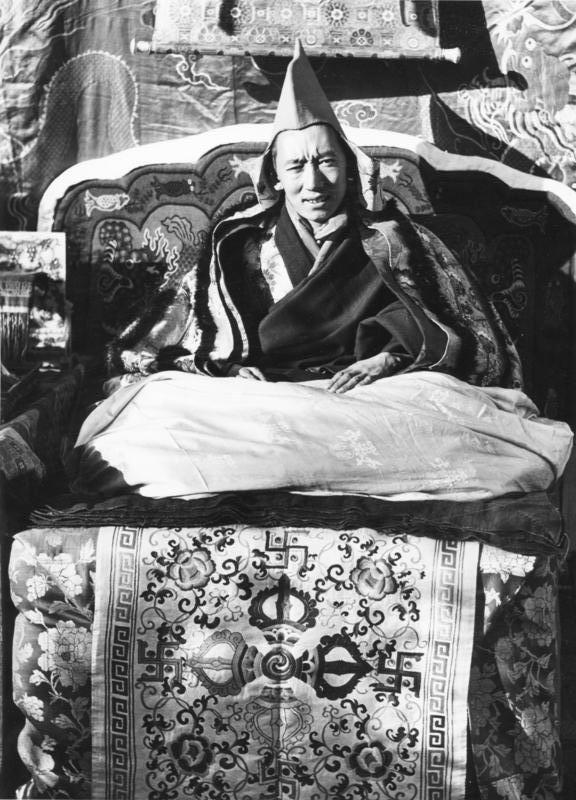
5e Réting Rinpoché sur son trône en 1939

La plus urgente des tâches qui incombaient au 5e Réting Rinpoché était la quête de la réincarnation du 13e dalaï-lama. En 1935, il se rend en compagnie de différents dignitaires sur les rives du lac sacré de Lhamo-Latso, le lac des visions, non loin du monastère Chokhorgyal, à la recherche des signes de la réincarnation. Il voit à la surface de l’eau trois syllabes : Ah, Ka et Ma. Il voit aussi apparaître un monastère aux toits de tuiles dorées et vertes ainsi qu’une petite ferme aux ardoises bleu turquoise. Il note ces informations par écrit et en garde le secret.
Deux ans plus tard, lorsqu'une mission est envoyée dans le nord-est de la province du Qinghai (l'Amdo) pour trouver la réincarnation, elle emporte le récit de la vision du régent ainsi que des lettres de recommandation au 9e panchen-lama, au gouverneur Ma Bufang, à l'abbé de Kumbum et aux administrateurs des monastères et aux responsables civils de la région. Kwetsang Rinpoché, un lama du monastère de Séra, identifie deux bâtiments comme correspondant à la vision du régent : le monastère de Kumbum avec ses toitures dorées et vertes, puis un peu plus loin, dans un hameau du nom de Taktser en tibétain et de Hongya en chinois, une ferme de style chinois couverte de tuiles turquoise.
À l'hiver de 1939, le Kashag notifie le gouvernement du Kuomintang de la découverte de la réincarnation du 13e, à la suite de quoi le gouvernement central envoie au Tibet, en février 1940, une délégation conduite par Wu Zhongxin, président de la Commission des affaires mongoles et tibétaines de la République de Chine, ayant pour mission de superviser les formalités de la confirmation du 14e dalaï-lama et d'organiser la cérémonie de remise d'un titre honorifique à Réting Rinpoché, en plus de distribuer des présents.

### Velléités de démission (1936)
En 1936, Réting Rinpoché exprime par deux fois le désir de démissionner de sa fonction de régent. On le persuade de rester en fonctions, en l’assurant qu’on ne discuterait pas ses ordres.
La même année, alors que le 9e panchen-lama, escorté par une troupe chinoise, fait route vers le Tibet, Réting Rinpoché se rend à Samyé, à 50 km au sud-est de Lhassa, pour y présider une cérémonie de consécration à la réouverture du monastère qui vient de subir des réparations importantes. Pendant son absence, qui dure six semaines, aucune décision politique importante n'est possible, d'autant plus qu'il a emmené avec lui deux des quatre shap-pé (ministres). À son retour de Samyé, où il a pu se donner de l'exercice, il est un autre homme. D'après le témoignage de Chapman, il n'a plus l'air souffrant ni émacié, il n'est plus tendu ni indécis, il semble requinqué physiquement et mentalement.

### Rapports avec la mission Gould (juillet 1936 - février 1937)
En août 1936, les Britanniques envoient sir Basil Gould en mission à Lhassa, accompagné de Hugh Richardson et de Freddie Spencer Chapman, son secrétaire particulier, sous escorte de soldats et de deux officiers du Royal Corps of Signals. Ces derniers sont chargés d'établir une station radio sans fil, en réponse à l'établissement d'une station similaire à la mission chinoise. Hugh Richardson devait devenir, à partir de 1936, le chef de la première mission britannique établie à Lhassa,.

### Démission de Langdun (1939)
En avril 1939, en raison de différends chroniques avec Réting Rinpoché, notamment concernant la quête de la réincarnation du 13e, le co-régent Langdun est amené à démissionner mais garde son salaire de premier ministre,,. Si cette démission rend la prise de décisions plus facile pour Réting, elle a aussi pour effet d'isoler celui-ci politiquement.

### Rapports avec l’expédition allemande au Tibet

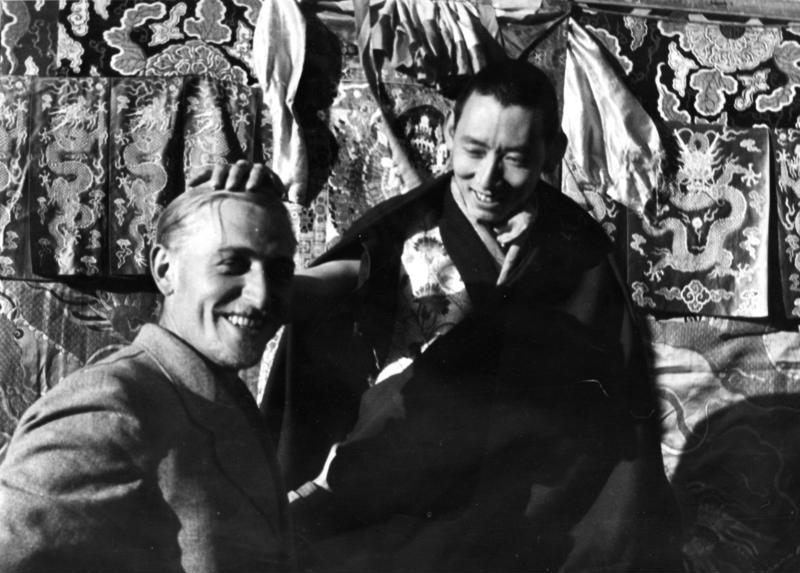
Le régent du Tibet Réting Rinpoché bénissant l'anthropologue allemand Bruno Beger à Lhassa en 1939.

Selon Christopher Hale, les membres de l’expédition allemande présente au Tibet en 1939 établissent de bons rapports avec le régent. Leur chef, Ernst Schäfer, a de longs entretiens avec ce dernier, qui est toujours prêt à le rencontrer. Lors d'un entretien, Réting lui demande à brûle-pourpoint si l'Allemagne est intéressée à vendre des armes au Tibet. Selon l'essayiste italien Claudio Mutti, « Pour Himmler, il importait d'établir le contact avec l'abbé Reting, devenu régent du pays en 1934, un an après la mort du treizième Dalaï-lama ». Schaefer et son expédition rentrent en Allemagne munis de deux lettres de courtoisie du régent destinées à Hitler et à Himmler ainsi que de cadeaux pour le Führer (un habit de lama et un chien de chasse).

### Rencontre avec Theos Bernard
En 1939, Réting Rinpoché rencontre le chercheur américain Theos Bernard (en), un des rares Occidentaux autorisés à se rendre à Lhassa grâce à sa connaissance de la langue tibétaine et à l'appui du ministre Tsarong Shapé. Bernard, qui souhaite constituer en Occident un centre de recherche et de traduction du canon bouddhiste tibétain, repart avec les exemplaires du Kangyour et du Tengyour dont le ministre Tsarong lui a fait don ainsi qu'avec les œuvres complètes de nombreux auteurs tibétains que Réting lui a fournies. Ces ouvrages sont aujourd'hui conservés pour une partie à l'université Yale et pour le reste à l'université de Californie à Berkeley (fonds tibétain Theos Bernard).

### Installation du14edalaï-lama au Potala
Après la découverte du jeune Lhamo Dhondrub comme possible réincarnation du 13e dalaï-lama, Réting Rinpoché envoie un télégramme au gouvernement central le 12 décembre 1938, lui demandant d'envoyer à Lhassa un représentant au tirage au sort, dans l'urne d'or, d'un des trois enfants pressentis (les deux autres sont recommandés par le 9e panchen-lama). Le choix du gouvernement nationaliste se porte sur le président de la commission des affaires mongoles et tibétaines, Wu Zhongxin, lequel arrive à Lhassa le 15 janvier 1940. Réting Rinpoché lui ayant demandé que Lhamo Dondrub soit reconnu directement, sans tirage au sort, Wu Zhongxin transmet la requête au gouvernement central, lequel donne son accord le 3 février 1940 et affecte 400 000 yuans au paiement des frais de la cérémonie d'installation[réf. à confirmer].
L'installation du jeune dalaï-lama, âgé de cinq ans, au palais du Potala, a lieu le 22 février 1940. Autour de l'enfant se tiennent le régent, qui est également son premier précepteur, et Taktra Rinpoché, son second précepteur. Dans son autobiographie, son ancien élève, qui déclare avoir apprécié énormément Réting Rinpoché, se remémore celui-ci comme étant une personne très imaginative, décontractée, qui aimait les pique-niques et les chevaux (cette dernière passion l'avait conduit à se rapprocher du père du dalaï-lama, lui aussi amateur de chevaux). Comme le veut la coutume, le jeune dalaï-lama incorpore le nom du régent – Jamphel Yeshe – en même temps que d'autres, au sien propre, en remplacement de Lhamo Thondup : Jamphel Ngawang Lobsang Yeshe Tenzin Gyatso.

### Démission
Au début de l'année 1940, les ennemis de Réting Rinpoché, les éléments pro-britanniques de l'élite tibétaine, se répandent en calomnies contre lui, l'accusant d'avoir eu une liaison avec sa belle-sœur, Tseyang Drolma. Le but visé n'est pas tant de dévoiler la vie privée du régent que de pousser celui-ci à démissionner. Ces calomnies, qui risquent d'empêcher Réting de présider la cérémonie de prise de vœux du 14e dalaï-lama, plongent le régent dans une profonde dépression. De la bouche de l'oracle qu'il consulte, il apprend que son insistance à rester à son poste serait mauvaise pour la santé du dalaï-lama et pour la sienne propre.
Un accord est passé entre Réting et Taktra Rinpoché : celui-ci, qui est septuagénaire, est censé remplacer Réting pendant deux ou trois ans avant de lui rendre son poste. Un document officiel de l'Assemblée tibétaine (en quatre exemplaires, un pour Réting, un pour Taktra, un pour le Kashag et un pour l'Assemblée) entérine l'accord.
Le 16 janvier 1941, Jamphel Yeshe Gyaltsen démissionne et se retire au monastère de Réting. Il est remplacé par Taktra Rinpoché en tant que régent et principal instructeur du 14e dalaï-lama. La démission de Réting est notifiée par télégramme au gouvernement central ainsi que la nomination de son successeur.
Selon certains, Réting aurait été contraint à la démission à la suite des mauvais traitements qu'il avait infligés au conservateur Khyungram Theji qui critiquait sa rapacité. Celui-ci s'était opposé à ce que des domaines appartenant au gouvernement tibétain soient offerts à Réting : victime d'une campagne de diffamaton, il avait été arrêté, fouetté en public puis banni (en juin 1940) tandis que ses biens étaient confisqués et que sa famille perdait ses droits nobiliaires.

### Arrivée de Taktra au pouvoir
Une fois au pouvoir, le nouveau régent démet les proches de Réting de leurs fonctions et les remplace par des éléments pro-britanniques. En juillet 1942, le Kashag crée un bureau des affaires étrangères et fait savoir au bureau du Tibet de la commission des affaires mongoles et tibétaines qu'il doit désormais passer par celui-ci. Cette demande est rejetée par le gouvernement nationaliste. Inquiet de cette évolution, l'ancien régent quitte son monastère de Réting pour celui de Séra à Lhassa en 1944 et évoque auprès de Taktra l'éventualité de retrouver son poste de régent. Il essuie un refus.

### L'affaire Réting
En mai 1945, Jamphel Yeshe Gyaltsen est élu membre du 6e Comité exécutif central du Kuomintang. L'année suivante, il est élu député à l'Assemblée nationale mais le Kashag refuse de le laisser partir, prétextant qu'il n'est plus régent. Réting fait alors parvenir au gouvernement central une lettre demandant à celui-ci d'exiger la démission de Taktra. Apprenant la chose, Hugh E. Richardson, le représentant de l'Inde britannique à Lhassa, se rend auprès de Taktra en février 1947 et lui confie que le Kuomintang s'apprête à fournir à Réting un soutien militaire et à envoyer des avions bombarder Lhassa.

#### Arrestation
Avec ses principaux collaborateurs, Réting se retrouve accusé de conspiration et de tentative d’assassinat contre Taktra, lequel vient d'échapper à l'explosion d'un paquet qu'on lui a envoyé. Le 18 avril 1947, il est arrêté au monastère de Réting par le ministre Surkhang escorté de 30 soldats. Ramené à Lhassa, il dément toute implication dans le complot. Jeté en prison, il meurt brusquement le 8 mai, à l'âge de 36 ans, malgré le fait que le gouvernement nationaliste ait télégraphié à Taktra pour lui demander de veiller à ce que Réting reste sain et sauf.
Selon Lobsang Gyatso, un moine tibétain, son emprisonnement serait en partie lié à l’attirance qu’il aurait manifestée pour les enseignements de la lignée Nyingma, une orientation qui était mal vue, et la rumeur courait que toute l’affaire avait été montée de toutes pièces par le ministre Kashopa,.

#### Controverse sur sa mort
Selon certaines sources, sa mort ne serait pas naturelle. Des rumeurs d’empoisonnement ou d’émasculation se sont répandues. D'après Hisao Kimura, un agent secret japonais présent au Tibet entre 1945 et 1950, Réting serait mort dans d'atroces souffrances d'après les dires d'un geolier : on l'aurait frappé sur les testicules, préalablement attachées, jusqu'à ce que mort s'ensuive.
L'homme politique tibétain Tsepon W. D. Shakabpa rapporte que de nombreuses personnes disaient qu'il avait été tué de cette manière, mais qu'une enquête avait été diligentée par l'Assemblée tibétaine. Le comité dont il était membre, comprenait Tsarong, Khenchen Lobsang Tashi, Gyetakba, ainsi que d'autres personnes représentant les monastères de Réting et de Séra. « Tsarong déclara à l'Assemblée qu'il n'y avait aucun indice que Réting ait été étranglé et qu'il n'y avait ni blessure, ni quoi que ce soit ». Le gouvernement fit placarder sur les murs de Lhassa des affiches menaçant d'un châtiment sévère toute personne qui laisserait entendre que la mort du régent n'était pas naturelle. Les historiens Wang Jiawei et Nyima Gyaincain affirment pour leur part que Shakabpa en personne conduisit l'interrogatoire de Réting.
Lhalu Tsewang Dorje et Surkhang Wangchen Gelek, deux ministres tibétains, auraient joué un rôle actif dans l'arrestation de l'ancien régent après que ce dernier eut été inculpé pour tentative d'assassinat sur la personne de Taktra. Anna Louise Strong rapporte que vers 1959, lors d'une réunion de masse à Lhassa, Lhalu y fut accusé d'être responsable de la mort de Réting et du « bouddha vivant » Géda.
Dans ses mémoires, Diki Tsering, la mère du 14e dalaï-lama, affirme que Réting Rinpoché, qui était très proche de sa famille et l'ami de son mari (dont il partageait l'amour des chevaux), n'aurait pas été arrêté et assassiné aussi facilement si celui-ci avait été encore en vie. Certains étaient convaincus, ajoute-t-elle, que son mari avait été empoisonné pour cette raison.

#### Répression contre ses partisans
Révoltés par l'arrestation de Réting Rinpoché et mécontents d'avoir eu à mettre sous scellés son labrang (sa résidence monastique) à Séra et sa résidence personnelle à Lhassa, les moines de Séra tuent leur abbé et menacent de descendre sur Lhassa pour délivrer Réting.
Le gouvernement entreprend alors de réprimer les partisans de l'ex-régent : le monastère de Séra est bombardé par les mortiers de l'armée tibétaine et pris d’assaut, ce qui coûte la vie à 200 moines, tués par les mitrailleuses. Les bâtiments sont entièrement pillés par les soldats, si bien que pendant des semaines des objets précieux réapparaissent dans les boutiques de Lhassa,,,. La plupart des moines de Séra s'enfuient en Chine.
Les anciens protégés de Réting Rinpoché sont renvoyés de leur poste. Toutes les propriétés des rebelles sont confisquées par les autorités et vendues à l'encan. Les maisons et pavillons du régent sont démolis. Les poutres, piliers et sculptures en bois sont emportés pour servir, dit-on, de matériau à un ermitage que se fait construire Taktra. Les arbres fruitiers sont transplantés dans d'autres jardins. La vente des biens de Réting rapporte au Trésor tibétain plusieurs millions de roupies. Au nombre de ses effets, figurent des centaines de balles de laine et 800 costumes de soie et de brocart.

#### Destruction du monastère de Réting
Le monastère de Réting, l'un des plus anciens (XIe siècle) et des plus beaux du Tibet, est saccagé et pillé par les soldats envoyés par le gouvernement tibétain : statues fracassées, thangkas arrachées de leur support, livres précieux arrachés de leur reliure et éparpillés au sol. À l'instar du temple de Tengyeling trente ans auparavant, tous les bâtiments sont détruits,.

#### Séquelles
Bien que les choses eussent rapidement rentré dans l'ordre à Lhassa après la capitulation des moines de Séra et de Réting, l'hostilité entre le gouvernement et les partisans de Réting Rimpoché continua de se manifester jusqu'à ce que le 14e dalaï-lama accède au pouvoir à la fin de l'année 1950. Malgré sa victoire, Taktra dirigea un Tibet irrémédiablement divisé où une bonne partie des dignitaires, des moines et du bas peuple le méprisaient. L'affaire Réting devait se traduire par l'incapacité des dirigeants tibétains à s'unir pour défendre leur autonomie de fait contre la réaffirmation par la Chine de sa souveraineté.

## Son œuvre

### Construction du stupa du13edalaï-lama
Pendant son inter-règne, il fait bâtir le gros-œuvre du stupa du 13e dalaï-lama. La dépense se monte à 18 870 onces d'or sur deux ans. C'est le plus beau des huit stupas construits depuis le 5e dalaï-lama
. Haut de 14 m (soit 86 cm de moins que le stupa du Grand 5e), il est couvert d'or et de pierres précieuses.

### Construction d'un palais d'été
Dès sa nomination, le 5e Réting Rinpoché se fait construire un palais d'été. Situé à la périphérie de Lhassa, à environ 1,2 km à l'est nord-est du palais du Potala, c'est, d'après la description qu'en laisse Freddie Spencer Chapman, un bâtiment petit mais agréable à l'œil, à un seul étage et à l'ordonnance symétrique. Il se dresse dans un jardin bordé de murs et orné de pelouses bien entretenues et de parterres de fleurs anglaises. Le rez-de-chaussée est occupé par des magasins, et l'étage, auquel on accède par un escalier en pignon, est un vaste salon. L'édifice jouit d'une belle décoration : tourelles dorées sur le toit plat, emblèmes dorés classiques au sommet des murs périphériques. La menuiserie des fenêtres est finement sculptée et peinte de couleurs vives. Chaque appui de fenêtre est garni de bacs de fleurs, protégés du soleil par un auvent de toile blanche. La salle de l'étage est une pièce des plus agréables, très lumineuse et aux couleurs gaies. Les parois en étaient couvertes de fresques représentant des scènes profanes ou religieuses. Il y avait aussi des vitrines pleines de vases de porcelaine et de cloisonné. Les seuls éléments qui déparaient le tout étaient une table et des chaises européennes.
Chapman note que le régent aime énormément la compagnie des animaux domestiques. Il possède plusieurs cages à oiseaux, un étourneau qui parle et une grive rieuse ainsi qu'un singe, un renardeau, un jeune léopard, des faisans d'ornement dans une volière et des chiens de diverses races.

### Mesures économiques
Durant ses sept années de règne, Réting Rinpoché accorda des réductions et des remises d'impôts et prit des mesures économiques en faveur de la noblesse tibétaine. La production agricole et pastorale augmenta, les prix des denrées restèrent faibles et stables, la paix régna à l'intérieur et aux frontières, ce qui valut au régent d'être très apprécié des Tibétains.

### Position par rapport à la modernisation du Tibet
Réting Rinpoché était favorable à la modernisation du Tibet. Il possédait lui-même plusieurs motocyclettes, et de jeunes Tibétains en importèrent sous sa régence. Son successeur, Taktra Rinpoché, un conservateur, s’opposa en 1943 à toute modernisation et notamment à l’usage de motocyclettes et de vélos. Taktra Rinpoché et le clergé conservateur croyaient que les roues des véhicules laisseraient des cicatrices à la surface sacrée de la terre.

### Intérêts commerciaux
Le régent possédait l'une des trois plus grandes sociétés commerciales du Tibet, la société Retingsang, qui contrôlait, conjointement avec la société Heng-Sheng-Gong, une société Han établie dans le Yunnan, le commerce du thé entre le Sichuan et le Tibet, soit 10 000 ballots de thé annuellement.
Pour Xiong Ji, le 5e Réting Rinpoché était un haut lama honnête mais désarmé devant la rouerie politique. Il ne faisait pas le poids face à ceux qui tiennent deux discours différents, l'un en public, l'autre en privé.